# Велика мечеть Кебілі
Велика мечеть Кебілі (араб. الجامع الكبير بقبلي) — стародавня мечеть, археологічна пам'ятка Тунісу, класифікована Інститутом національної спадщини. Розташована у вілаєті Кебілі на півдні Тунісу, а саме в старому місті Кебілі. Пам'яткою оголошена 26 січня 2024 року.